# دم (تنفس)

دم یا استنشاق انسان همراه با تصویر ریه‌ها

دم یا استنشاق به عمل ورود هوای موجود در خارج از دستگاه تنفسی به درون آن گفته می‌شود. در یک چرخه کامل عملیات تنفس، این عمل در مقابل عمل بازدم قرار می‌گیرد. عمل دم یکی از تأثیرات انقباض کشسانی ماهیچه میان‌دنده برونی ریه (به انگلیسی: external Intercostal muscles) و ماهیچه دیافراگم موجودات زنده است. این یک عمل غیر خودآگاهی است و مغز انسان در حالت‌های خوابیدن، صحبت‌کردن و غیره این کار را در فاصله‌های زمانی معین انجام می‌دهد و زمانی دم متوقف می‌شود که انسان آگاهانه تصمیم به توقف این عمل نماید.
بارها توصیه بر دم از طریق بینی و بازدم از طریق دهان شده است.

## هنگام دم (تنفس)
- ماهیچه میان‌دنده برونی به سمت بیرون و بالا منقبض می‌شود و قفسهٔ سینه را نیز در همین جهات حرکت می‌دهد که منجر به گسترش فضای درونی قفسه سینه می‌شود.
- ماهیچه میان‌دنده درونی شل می‌شود.
- (پردهٔ دیافراگم به ست پایین منقبض می‌شود که منجر به گسترش فضای درونی قفسه سینه می‌شود.

در دم به دلیل گسترش حجم درونی قفسه سینه و کم بودن غلظت هوا و اجزای آن مانند اکسیژن، هوا ی بیرون شش‌ها توسط واپخش به درون ریه‌ها وارد می‌شود.

## پیوندها
- بازدم